# ERuby
eRuby (embedded ruby, ou ruby embarcado) é um sistema de templates que incorpora ruby em um documento de texto. Ele é frequentemente usado para embutir código ruby em documentos HTML, semelhante ao ASP, JSP e PHP. O sistema de template eRuby combina código em ruby e texto simples para fornecer controle de fluxo e substituição de variáveis, facilitando a manutenção.
A módulo de visão em rails é responsável por apresentar a resposta ou saída em um navegador. Em sua forma mais simples, uma visão pode ser um pedaço de código HTML que tem algum conteúdo estático. Para a maioria das aplicações, apenas ter conteúdo estático pode não ser suficiente. Muitas aplicações em rails exigem que conteúdo dinamicamente criado pelo controlador (método de ação) seja exibido na visão. Isto é possível usando eRuby para gerar templates que podem conter conteúdo dinâmico. Embedded ruby permite que o código de ruby seja incorporado em um documento de visão. Este código é substituído com os valores corretos resultantes da execução do código em tempo de execução. Mas, por ter a capacidade de incorporar código em um documento de visão, corremos o risco de ofuscar a clara separação presente no quadro MVC. Assim, é de responsabilidade do desenvolvedor se certificar de que há uma separação clara de responsabilidade entre os módulos de modelo, visão e controlador na aplicação.

## Utilização
O eRuby permite que o código de Ruby seja incorporado dentro de um par de delimitadores  <% e %> . Estes blocos de código embarcado são então avaliados no local e substituídos pelo resultado de sua avaliação. Além de criar páginas da web, eRuby também pode ser utilizado para criar documentos XML, RSS feeds e outras formas de arquivos de texto estruturados. O eRuby gera arquivos estáticos dinamicamente baseados em templates. Estas funcionalidades de eRuby podem ser encontrado na biblioteca ERB.
Diferentes tipos de marcadores utilizados nos templates de ERB são:
1. Tags de expressão
2. Tags de execução
3. Tags de comentário[3]

### Tags de expressão
<%= %>: Indica que a tag inclui uma expressão. Essas tags começam com uma tag delimitadora de abertura seguida pelo símbolo de igual e termina com uma tag que delimita o final. Durante o processamento do template, este pedaço de código é substituído com o resultado do código. Se o resultado avaliado não for uma string, ele é convertido em uma sequência de caracteres antes de ser renderizado. Por exemplo:
```
  
require
 
'erb'

  
x
 
=
 
500

  
template
 
=
 
ERB
.
new
(
"O valor de x é: <%= x %>"
)

  
puts
 
template
.
result
(
binding
)

```

O texto resultante se parece com: O valor de x é: 500

### Tags de execução
<% %>: Código entre essas tags é chamado de scriptlet. O código de uma tag é executado e o resultado é substituído no lugar do scriptlet. Tais tags devem ter uma tag <% end %> quando necessário para indicar o final de um bloco funcional. Por exemplo:
```
<
ul
>

<%
 
4
.
times
 
do
 
%>

  
<
li
>
item
</
li
>

<%
 
end
 
%>

</
ul
>

```

No exemplo acima, o texto do item é impresso quatro vezes. O scriplet não produz o texto por si mesmo, ele só faz com que o texto entre ele seja executado várias vezes. O resultado do código acima é:
- item
- item
- item
- item

### Tags de comentário
<%# %> : O conteúdo de tags de comentário não é renderizado no resultado. Tais marcas começam com um tag delimitador seguido por um símbolo de hash e terminam com um tag delimitador de final. Exemplo de uma tag de comentário é mostrado abaixo:
```
<%# código de ruby %>
```

Este é o mesmo como um comentário em Ruby. Todo código em ruby que vem após o # é ignorado e não gera nada.

### Outras tags
Outras coisas comuns em eRuby são também comuns em Ruby, como a substituição de strings em, que é semelhante em linguagens como Perl ou PHP.
Quebras de linha em eRuby podem ser suprimida pela adição de um hífen no início da tag delimitadora de final. Por exemplo:
```
<%
2
.
times
 
do
 
-%>

    
<%=
 
@nome
 
%>

<%
 
end
 
-%>

```

Na saída do código acima, o valor de nome é impresso duas vezes na mesma linha.

## Implementações
Existem várias implementações de eRuby, por exemplo:
1. ERB
2. erubis
3. ember

### erb
erb é uma implementação de eRuby escrito puramente na linguagem de programação Ruby e incluída na biblioteca padrão do Ruby.
Um template pode ser gerado executando um trecho de código escrito usando o objeto ERB. Um exemplo simples é mostrado a seguir:
```
require
 
'erb'

x
 
=
 
400

template_simples
 
=
 
"O valor de x é: <%= x %>."

renderizador
 
=
 
ERB
.
new
(
template_simples
)

puts
 
output
 
=
 
renderizador
.
result
(
binding
)

```

Isso resulta em: "O valor de x é: 400"
O mesmo pode ser feito usando o código abaixo, que não usa um objeto ERB:
```
x
 
=
 
400

string
 
=
 
"O valor de x é: 
#{
x
}
"

puts
 
string

```

Os dois trechos de código acima geram o mesmo resultado. Mas o que acontece quando nós trocamos a linha 2 com a linha 3 no primeiro trecho de código e a linha 1 com a linha 2 no segundo trecho de código? As alterações no primeiro trecho são mostradas abaixo:
```
require
 
'erb'

template_simples
 
=
 
"O valor de x é: <%= x %>."

x
 
=
 
400

renderizador
 
=
 
ERB
.
new
(
template_simples
)

puts
 
output
 
=
 
renderizador
.
result
(
binding
)

```

Isso ainda gera o mesmo resultado: "O valor de x é: 400".
O segundo trecho alterado:
```
string
 
=
 
"O valor de x é: 
#{
x
}
"

x
 
=
 
400

puts
 
string

```

Diferente do primeiro trecho, o código acima não será executado. Isto é porque a 1ª linha não sabe o valor de x quando ela é executada. Assim, a principal razão para utilizar um objeto ERB é a elaboração de templates antes do tempo, por binding de variáveis e métodos que talvez não existam em um determinado momento. O template é processado apenas quando result é chamado no objeto ERB. A fim de obter acesso a métodos e variáveis de um objeto, ERB usa um objeto de binding. Acesso a variáveis e métodos de um objeto é dado pelo objeto privado binding que existe em cada classe de ruby. É fácil ganhar acesso a métodos e variáveis dentro do método de uma classe. Mas para acessar as variáveis de uma classe diferente, a classe terá de expor é objeto de binding através de um método público. Um exemplo é mostrado abaixo:
```
class
 
ERBExemplo

    
attr_accessor
:variavel1

    
# usando bind pra acessar variáveis

    
def
 
render
()

        
renderer
.
result
(
binding
)

    
end

    
def
 
initialize
(
variable1
)

        
@variavel1
 
=
 
variavel1

    
end

    
# Expose private binding() method.

    
def
 
get_binding

        
binding
()

    
end

end

exemplo
 
=
 
ERBExemplo
.
new
(
variavel1
)

renderer
 
=
 
ERB
.
new
(
template
)

puts
 
output
 
=
 
renderer
.
result
(
exemplo
.
get_binding
)

```

Como podemos ver no exemplo acima, estamos expondo o objeto binding da classe ERBExemplo. Além disso, usamos o objeto de binding para acessar variáveis e métodos da classe de dentro de um de seus métodos.

#### Método new() em ERB
O método new em um objeto ERB leva mais dois parâmetros. O segundo parâmetro especifica o nível de segurança.
Dando um número no segundo parâmetro (valor máximo = 4) pode-se fazer o template ser executado em outra thread. O valor do número determina o nível de segurança. No máximo, nível de isolamento, a menos que o objecto de binding seja marcado como confiável, ERB não pode usá-lo.
O terceiro parâmetro especifica modificadores opcionais. Estes podem ser usados para controlar a adição de novas linhas para a saída. Por exemplo, para certificar-se de que o ERB não adicione novas linhas depois da tag final,
podemos criar a ERB objeto, como mostrado abaixo
```
renderer
 
=
 
ERB
.
new
(
template
,
 
3
,
 
'>'
)

```

Para fornecer apenas o terceiro parâmetro e ignorar o segundo parâmetro, use 0 como o segundo parâmetro.
ERB possui muitos outros métodos expostos, que podem ser usados para processar um template. Para a lista completa das APIs expostas pelo objeto ERB, consulte a documentação do ERB.
Executar ERB na linha de comando
É comum usar ERB para passar o resultado do template para um arquivo desejado. Para conseguir isso, podemos usar a função de redirecionamento fornecido na linha de comando e redirecionar a saída para um arquivo, em vez de a imprimir na saída padrão. No exemplo acima, a saída é redirecionada para o arquivo minha_visao.html.erb.
Ligação a bibliotecas de terceiros é possível fazendo uso da opção -r e fornecendo o nome da biblioteca. Para lembrar esta funcionalidade, pode-se lembrar que Ruby usa a palavra-chave require, que tem a mesma funcionalidade que a opção -r. O exemplo abaixo usa a biblioteca IPAddr: Como mencionamos sobre os níveis de segurança na seção anterior, pode-se especificar o nível de segurança como um argumento de linha de comando usando a opção -S: 

### erubis
erubis é uma implementação de eRuby implementado em Ruby e também em Java. De acordo com a sua home page, ele corre mais rápido que eRuby e ERb e tem várias opções úteis, incluindo tags alternativas que permitem XML válido.

### ember
ember é uma implementação de eRuby em puro Ruby para Linux. Ember permite a depuração de templates em eRuby, melhora a sua composição, e fornece abreviações poderosas de diretivas eRuby.